# Julian Kramsztyk

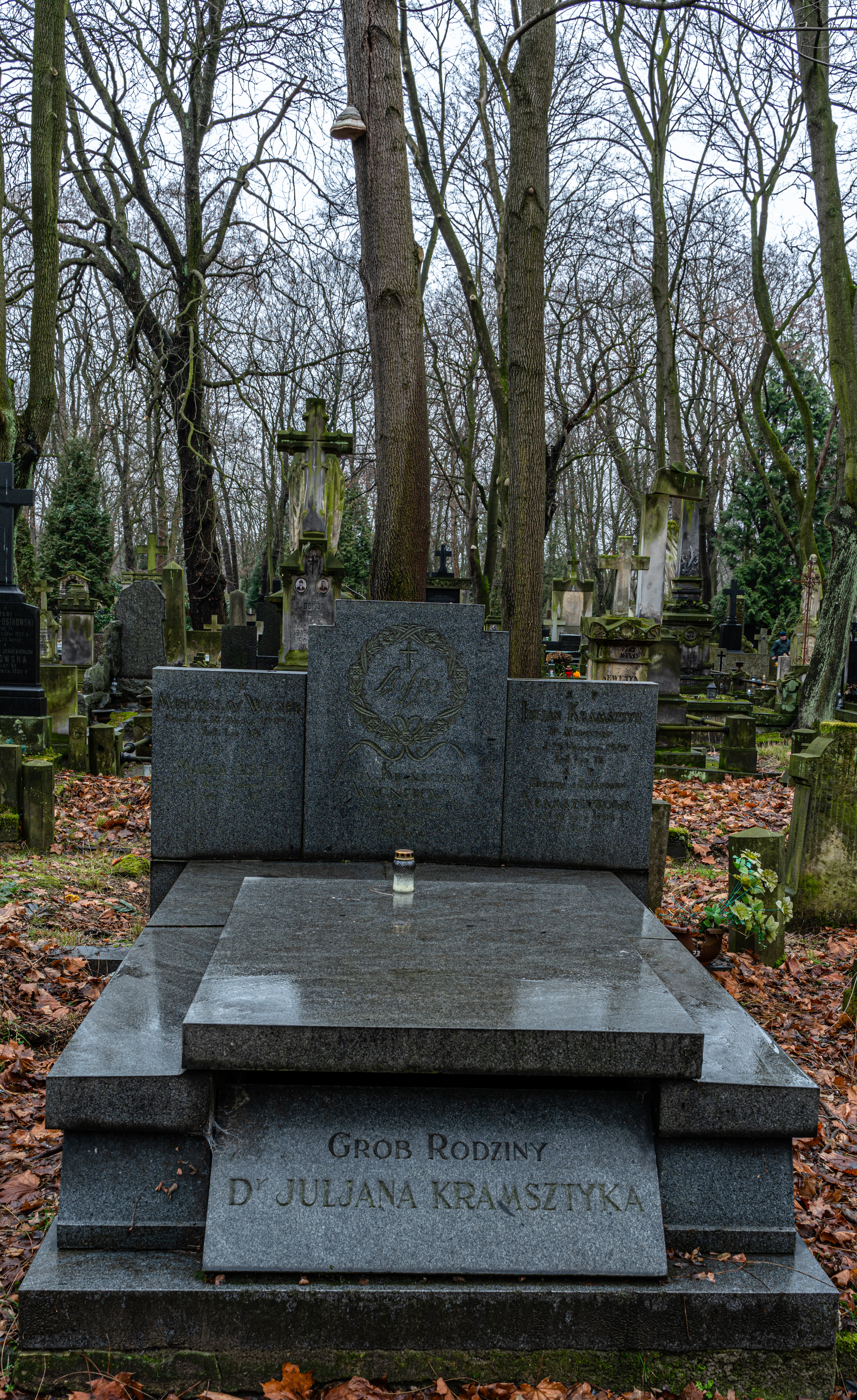
Grób Juliana Kramsztyka na cmentarzu Powązkowskim

Julian Kramsztyk (ur. 1851 w Warszawie, zm. 25 września 1925 tamże) – polski lekarz pediatra i działacz społeczny żydowskiego pochodzenia.

## Życiorys
Urodził się w Warszawie w zasymilowanej rodzinie żydowskiej, jako syn rabina Izaaka Kramsztyka (1814–1899). Jego braćmi byli: Stanisław (1841–1906), Zygmunt (1848–1920) i Feliks (1853–1918).
W 1874 otrzymał dyplom lekarza. Rok później został asystentem kliniki diagnostycznej imienia Baranowskiego w Warszawie. W latach 1876–1910 pracował jako lekarz i następnie ordynator oddziału chorób wewnętrznych Szpitala Dziecięcego Bersohnów i Baumanów.
Przez wiele lat był członkiem Towarzystwa Ochronek i Towarzystwa Osad Rolnych, w których zarządzie zasiadał, Towarzystwa Kolonii Letnich dla Dzieci, Warszawskiego Towarzystwa Lekarskiego oraz sekcji lekarskiej Towarzystwa Dobroczynności. Pod koniec życia przeszedł na katolicyzm.
Był żonaty z Heleną Fajans (1861-1939, córką Maurycego Fajansa), z którą miał czworo dzieci: Stasię (1884-1884), Romana (1885-1942; artystę malarza), Jerzego (1888 – 1942/3), ekonomistę i menedżera, komplementariusza i dyrektora finansowego Związku Kopalń Górnośląskich Robur i Zofię (1890-1923; po mężu Wagner). Pochowany jest w grobowcu rodzinnym na cmentarzu Powązkowskim (kwatera 72-3-9/10).

## Twórczość
Julian Kramsztyk publikował głównie z zakresu medycyny, pediatrii, higieny, chemii patologicznej i fizjologicznej. Publikował na łamach Przeglądu Pediatrycznego, Medycyny (którą sam założył w 1893) oraz Pediatrii Polskiej.